# Epeolus minutus
Epeolus minutus là một loài Hymenoptera trong họ Apidae. Loài này được Radoszkowski mô tả khoa học năm 1888.